# 諾克斯岬級車輛運輸艦
諾克斯岬級車輛運輸艦是一款服役於美國海軍的滾裝車輛運輸艦。
該級艦於1978至79年由日本钢管株式会社相繼建成，並投入服務。由於該級船艦公布的資料極少，我們只能得知美國海事局於1995年收購該級，並分配到美國軍事海運司令部轄下。諾克斯岬級於軍中服役後的公開資料也很稀少，對於其所參與的作戰任務以及演習也並不清楚，只能得知其目前保持ROS-5狀態，並停泊於紐奧良。

## 同級艦
| 艦名       | 舷號       | 造船廠           | 下水 | 服役（民用） | 服役（軍用） | 退役 | 結局      |
| ---------- | ---------- | ---------------- | ---- | ------------ | ------------ | ---- | --------- |
| 諾克斯岬號 | T-AKR-5082 | 日本钢管株式会社 | 1978 | 不詳         | 1995         | 尚未 | 處於ROS-5 |
| 甘迺迪岬號 | T-AKR 5083 | 日本钢管株式会社 | 1979 | 不詳         | 1995         | 尚未 | 處於ROS-5 |

## 補充
1. ↑  根據海軍歸類，也能稱之為K-岬級（Cape K Class）
2. ↑  5天內能重啟
3. ↑  該級的艦名皆是以K-字為開頭